# Dyskobolia Grodzisk Wielkopolski
Dyskobolia Grodzisk Wielkopolski, ook bekend als Dyskobolia Grodzisk is een Poolse voetbalclub uit de stad Grodzisk Wielkopolski. De club speelde na het jaar 2003 enkele keren Europees voetbal, maar is inmiddels gezakt naar de lagere Poolse competities.
De club is opgericht op 30 april 1922.
De clubkleuren zijn Wit/Groen.

## Erelijst
- Puchar Polski (2x):

2004/05, 2006/07
- Puchar Ekstraklasy (2x):

2006/07, 2007/08

## Bekende (oud-)spelers
- Jarosław Araszkiewicz
- Miroslav Drobňák
- Dariusz Gęsior
- Mariusz Lewandowski
- Sebastian Mila
- Andrzej Niedzielan
- Grzegorz Rasiak
- Radosław Sobolewski
- Piotr Soczyński

## Dyskobolia in Europa
Uitslagen vanuit gezichtspunt Dyskobolia
| Seizoen | Competitie    | Ronde | Land                  | Club                  | Totaalscore | 1e W    | 2e W    | PUC |
| ------- | ------------- | ----- | --------------------- | --------------------- | ----------- | ------- | ------- | --- |
| 2001    | Intertoto Cup | 1R    | Vlag van Bulgarije    | Spartak Varna         | 1-4         | 1-0 (T) | 0-4 (U) | 0.0 |
| 2003/04 | UEFA Cup      | Q     | Vlag van Litouwen     | FK Atlantas           | 6-1         | 2-0 (T) | 4-1 (U) | 7.0 |
|         |               | 1R    | Vlag van Duitsland    | Hertha BSC            | 1-0         | 0-0 (U) | 1-0 (T) | 7.0 |
|         |               | 2R    | Vlag van Engeland     | Manchester City FC    | 1-1 u       | 1-1 (U) | 0-0 (T) | 7.0 |
|         |               | 3R    | Vlag van Frankrijk    | Girondins de Bordeaux | 1-5         | 0-1 (T) | 1-4 (U) | 7.0 |
| 2005/06 | UEFA Cup      | 2Q    | Vlag van Slowakije    | Dukla Banská Bystrica | 4-1         | 4-1 (T) | 0-0 (U) | 2.5 |
|         |               | 1R    | Vlag van Frankrijk    | RC Lens               | 3-5         | 1-1 (U) | 2-4 (T) | 2.5 |
| 2007/08 | UEFA Cup      | 1Q    | Vlag van Azerbeidzjan | FK MKT Araz Imisli    | 1-0         | 0-0 (U) | 1-0 (T) | 3.5 |
|         |               | 2Q    | Vlag van Kazachstan   | Tobol Kustanai        | 3-0         | 1-0 (U) | 2-0 (T) | 3.5 |
|         |               | 1R    | Vlag van Servië       | Rode Ster Belgrado    | 0-2         | 0-1 (T) | 0-1 (U) | 3.5 |

Totaal aantal punten voor UEFA coëfficiënten: 13.0